# Rusthåll
Denna artikel handlar om begreppet rustning i indelningsverket. För  kroppspansaret se Rustning.
Ett rusthåll var i indelningsverket en gård, vars skattskyldighet ersatts med en skyldighet att hålla en beriden soldat för kavalleriet.  Ägaren av en sådan gård kallades rusthållare. Medan kronan ansvarade för vapen (musköter, värjor, pistoler, pikar etc) fick rusthållaren stå för häst, ryttare och övrig utrustning. Indelningsverkets rusthåll hade ofta tidigare varit säterier.

## Beteckning
Beteckningen härrör från tiden för indelningsverket.
Rusthållare kallades den, som var innehavare av ett hemman, ett rusthåll, vilket åtagit sig att sätta upp och underhålla ryttare med häst och utrustning. Som kompensation befriades denne från de så kallade grundskatterna.
Även båtsmännen i Blekinge och Södra Möre härad var indelade i rusthåll. En gård höll en båtsman och ägaren kallades för rusthållare. Båtsmännen i övriga riket var indelade i rotar.
Rustning var den skyldighet att utrusta en man och en häst för det svenska kavalleriet, som en innehavare av ett rusthållshemman åtog sig omkring 1682–1901. I gengäld erhöll rusthållaren skattelindring, frihet från rotering med mera, vilket gjorde det ekonomiskt förmånligt för innehavare av större hemman att åtaga sig rustning. Rusthållsinrättningen var en viktig orsak till den svenska bondeklassens sociala differentiering under 1700-talet och bidrog till uppkomsten av en hemmansägareklass av kommersiellt inriktade bönder.
Indelningsverkets rustning var inte det samma som adelns rusttjänst.

## Bakgrund
Medeltidens vasaller på den europeiska kontinenten bistod fursten/kungen med utrustade riddare, i utbyte mot en landsdel, vars storlek motsvarade antalet krigsmän. I Norden valdes en litet annorlunda lösning för att alltid ha en stridsfärdig enhet till hands. Magnus Ladulås utfärdade 1280 en bestämmelse som gick ut på att den storman som tillhandahöll stridsdugliga krigare i full mundering skulle befrias (frälsas) från skatt.

### Internet
- Anbytarforum: Rusthållare
- Båhus arkivguide: Båhusläns regemente: Rusthåll, rotar och boställen
- Gislövs smidesmuseum: Rusthållare